# Giniel de Villiers
Giniel de Villiers (ur. 25 marca 1972 w Robertson) – południowoafrykański kierowca rajdowy, specjalista od rajdów terenowych. Wcześniej startował również w południowoafrykańskich wyścigach samochodów turystycznych (które niemal wszystkie wygrał).

## Kariera i osiągnięcia
- 2003 – 5. miejsce w Rajdzie Dakar
- 2004 – 7. miejsce (Rajd Dakar)
- 2005 – 4. miejsce (Rajd Dakar)
- 2005 – 2. miejsce w Rajdzie Maroka
- 2005 – 2. miejsce w Rajdzie Orientu
- 2006 – 2. miejsce w Rajdzie Dakar
- 2006 – 1. miejsce w Rajdzie Maroka
- 2006 – 1. miejsce w Rajdzie Transiberico
- 2007 – 11. miejsce w Rajdzie Dakar
- 2007 – 2. miejsce w PŚ (FIA World Cup for Cross-Country Rallies)
- 2008 – 1. miejsce w Rajdzie Dos Sertoes
- 2008 – 4. miejsce w PAX Rally (Portugalia)
- 2008 – 15. miejsce w 24 h Nürburgring
- 2009 – 1. miejsce w Rajdzie Dakar
- 2010 – 7. miejsce w Rajdzie Dakar
- 2011 – 2. miejsce w Rajdzie Dakar
- 2012 – 3. miejsce w Rajdzie Dakar
- 2013 – 2. miejsce w Rajdzie Dakar

## Starty w Rajdzie Dakar
| Rok  | Kategoria | Pojazd              | Wynik | Uwagi          |
| ---- | --------- | ------------------- | ----- | -------------- |
| 2003 | samochody | Nissan Pick up      | 5     |                |
| 2004 | samochody | Nissan Pick up      | 7     | wygrał 1 etap  |
| 2005 | samochody | Nissan Pick up      | 4     | wygrał 2 etapy |
| 2006 | samochody | Volkswagen Touareg  | 2     | wygrał 1 etap  |
| 2007 | samochody | Volkswagen Touareg  | 11    | wygrał 4 etapy |
| 2009 | samochody | Volkswagen Touareg  | 1     | wygrał 4 etapy |
| 2010 | samochody | Volkswagen Touareg  | 7     |                |
| 2011 | samochody | Volkswagen Touareg  | 2     | wygrał 1 etap  |
| 2012 | samochody | Toyota Hilux        | 3     |                |
| 2013 | samochody | Toyota Pickup Hilux | 2     |                |